# Trollhättans station
Trollhättans station ligger vid Norge/Vänerbanan. Stationen ligger omkring 700 meter nordost om Drottningtorget. 
Stationen har också en bussterminal.
Bussterminalen har regionbussavgångar mot Älvängen (via Lilla Edet) och Lidköping och ett fåtal avgångar till ett antal ytterligare orter i kommunen och omgivande kommuner. Det går också stadsbussar därifrån i stadsbussnätet, vilket är gemensamt för Vänersborg och Trollhättan.

## Historik
Tåg började gå år 1877. Stationsbyggnaden ritades av Axel Kumlien. Samma ritningar användes för stationerna i Öxnered, Mellerud och Åmål.
Under en period fanns sidobanan Trollhättan–Nossebro Järnväg. Bussterminalen byggdes 1998.

## Bildgalleri

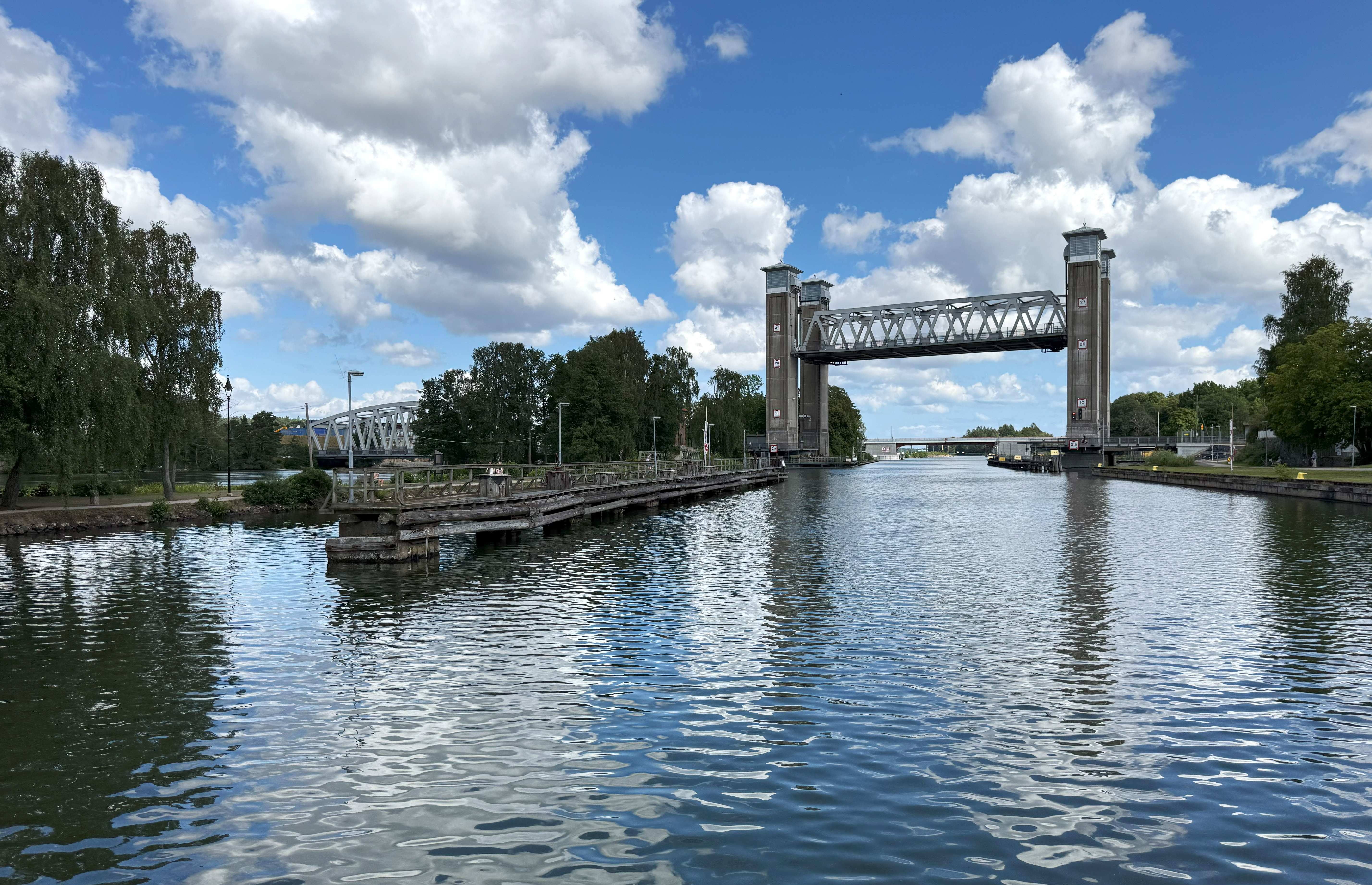
Järnvägsbron i Trollhättan, cirka 500 meter från stationen.
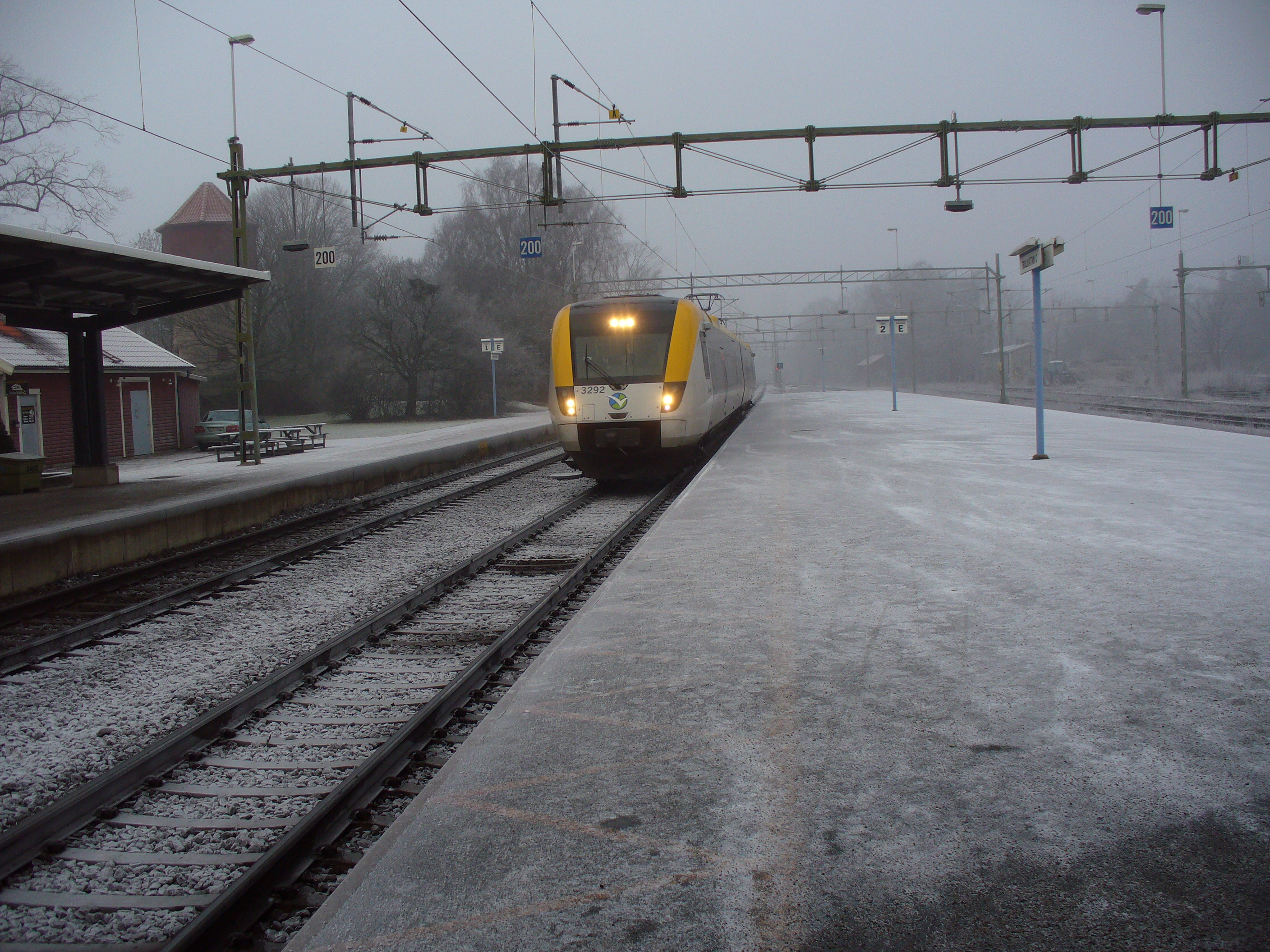